# Coelinidea gracilis
Coelinidea gracilis är en stekelart som först beskrevs av Curtis 1829.  Coelinidea gracilis ingår i släktet Coelinidea och familjen bracksteklar. Inga underarter finns listade i Catalogue of Life.